# Carapelle (fiume)
Il fiume Carapelle, spesso classificato come torrente, nasce in Irpinia alle falde del Monte La Forma (m 864) col nome di torrente Calaggio. Scorre per circa 98 km nel tavoliere delle Puglie prima di sfociare nel golfo di Manfredonia in località Torre Rivoli, presso Zapponeta.
I principali affluenti del Carapelle sono i torrenti Frugno e Carapellotto. Il suo basso corso è interessato come area protetta all'interno della riserva naturale Salina di Margherita di Savoia.